# ARS terres créoles
Pour les articles homonymes, voir ARS.
ARS Terres Créoles est une maison d'édition de l'île de La Réunion. Fondée en 1982, elle constitue une association sans but lucratif dont le siège se trouve à Sainte-Clotilde, un quartier de Saint-Denis. Sa collection Mascarin, dirigée par Jean Alby et Mario Serviable, a pour objectif de mieux faire connaître l'histoire de La Réunion à travers la réédition de textes anciens.